# 산색시
"산색시"는 1962년 공개된 대한민국의 영화이다.

## 배역
- 신영균
- 최은희
- 석금성
- 박광수
- 김영옥
- 전영선
- 양훈
- 최삼
- 이기홍
- 정득순
- 고선애
- 한은진
- 박종화
- 최걸
- 후라이보이